# Need You Now (singolo Lady Antebellum)
Need You Now è un singolo del gruppo musicale statunitense Lady Antebellum, pubblicato il 24 agosto 2009 come primo estratto dall'album omonimo.
Il brano ha vinto quattro Grammy Awards nel 2010, tra cui due dei premi più prestigiosi in assoluto, Miglior canzone e Miglior registrazione; è rimasto alla posizione numero 1 della Billboard Hot Country per cinque settimane; ha vinto due dei più prestigiosi premi degli Academy of Country Music, ovvero, Singolo dell'anno e Canzone dell'anno. Il 17 aprile 2011 la canzone è diventata la 9° più scaricata nella storia, con 5 milioni di download e la canzone country più scaricata, sorpassando Love Story di Taylor Swift.
La pubblicazione in UK e nel resto dell'Europa è avvenuta il 26 aprile 2010.
Nel 2011 esce una versione del brano suonata interamente col pianoforte e chitarra acustica contenuta dell'album Own the Night.
Il gruppo ha registrato la canzone in simlish per la pubblicazione dell'espansione Ambitions del gioco The Sims 3.

## Descrizione
La canzone descrive una lunga nottata passata in attesa di una telefonata di una persona importante. Hillary Scott ha detto sulla canzone: "Tutti e tre sappiamo cosa significa arrivare al punto in cui ti senti talmente solo che ti fa stare bene anche solo una telefonata notturna, che potresti rimpiangere il giorno dopo".
Il brano è stato inizialmente pubblicato il 24 agosto 2009 nella versione radio per gli Stati Uniti e per il Canada, ma, all'inizio del 2010 è stata mixata e pubblicata per tutto il mercato.
Need You Now è il secondo singolo del gruppo ad aver raggiunto la posizione numero 1 della Billboard Hot Country, inoltre, si è posizionata alla numero 2 della Hot 100 e nella Canadian Hot 100. È la seconda canzone country a raggiungere la posizione numero 1 nella Billboard Adult Top 40, la prima è stata Breathe di Faith Hill. Ha registrato buoni risultati anche in UK dove ha debuttato alla posizione numero 28, risalendo la settimana successiva alla numero 21.
Il 9 dicembre 2010 la canzone è stata eletta da Billboard seconda miglior Hot 100, essendo l'unica canzone country ad aver venduto 5 milioni di copie digitali.
Dopo la vittoria dei 5 Grammy Awards, la canzone ha debuttato alla posizione numero 32 della classifica dei singoli tedesca.

## Video musicale
Il videoclip, diretto da Dave McClister, ha un'introduzione estesa fatta al pianoforte e vede la partecipazione di tutti e tre i componenti del gruppo. La prima scena che viene presentata vede protagonista Kelley seduto nel corridoio di un hotel intento a telefonare a qualcuno che non risponde; contemporaneamente Scott è nella sua stanza in abito da sera in attesa di una chiamata che non arriva; Haywood suona il pianoforte in una stanza buia. Kelley lascia l'hotel e va in un cafe, dove giunge anche Haywood accompagnato da una ragazza. Scott, delusa, lascia la sua stanza e chiama un taxi, che la porterà ad un ballo in maschera, dove nel frattempo sono arrivati anche Kelley e Haywood. Qui, Kelley e Scott incontrano i rispettivi compagni. Il video termina con i tre componenti del gruppo che ballano e abbracciano i rispettivi compagni.
Il video è stato girato a Toronto, Canada.

## Formazione
- Chad Cromwell – batteria
- Jason "Slim" Gambill – chitarra elettrica
- Dave Haywood – chitarra acustica
- Charles Kelley – voce
- Rob McNelley – chitarra elettrica
- Michael Rojas – piano, sintetizzatore
- Hillary Scott – voce
- Paul Worley – chitarra acustica, chitarra elettrica
- Craig Young – basso

## Classifiche e certificazioni
| Classifica        | Posizione massima |
| ----------------- | ----------------- |
| Australia         | 27                |
| Austria           | 18                |
| Belgio (Fiandre)  | 13                |
| Belgio (Vallonia) | 37                |
| Canada            | 2                 |
| Danimarca         | 17                |
| Finlandia         | 12                |
| Francia           | 56                |
| Germania          | 32                |
| Giappone          | 12                |
| Irlanda           | 3                 |
| Norvegia          | 8                 |
| Nuova Zelanda     | 5                 |
| Paesi Bassi       | 7                 |
| Regno Unito       | 15                |
| Spagna            | 30                |
| Stati Uniti       | 2                 |
| Svezia            | 13                |
| Svizzera          | 11                |

## Premi vinti
| Anno                             | Associazione                 | Categoria                                |
| -------------------------------- | ---------------------------- | ---------------------------------------- |
| 2010                             |                              |                                          |
| Academy of Country Music         | Singolo dell'anno            |                                          |
| Academy of Country Music         | Canzone dell'anno            |                                          |
| CMT Music Awards                 | Miglior video di un gruppo   |                                          |
| Country Music Association Awards | Singolo dell'anno            |                                          |
| American Country Awards          | Singolo dell'anno            |                                          |
| American Country Awards          | Miglior singolo di un gruppo |                                          |
| American Country Awards          | Miglior video di un gruppo   |                                          |
| 2011                             | Grammy Awards                | Record dell'anno                         |
| 2011                             | Grammy Awards                | Canzone dell'anno                        |
| 2011                             | Grammy Awards                | Miglior performance country di un gruppo |
| 2011                             | Grammy Awards                | Miglior canzone country                  |
| 2011                             | Billboard Music Awards       | Miglior canzone country                  |